# Gmina Komsi
Gmina Komsi (alb. Komuna Komsi) – gmina  położona w środkowej części Albanii. Administracyjnie należy do okręgu Mat w obwodzie Dibra. W 2011 roku populacja gminy wynosiła 4283 w tym 2092 kobiet oraz 2191 mężczyzn, z czego Albańczycy stanowili 69,30% mieszkańców.
W skład gminy wchodzi dziesięć miejscowości: Komsi, Kodër Qerre, Frankthi, Selixa, Gërmeni, Batra e Vogël, Batër e Madhe, Midha, Fushë Burrel, Zall-Shoshaj.